# 小沢書店
株式会社小沢書店（おざわしょてん）は、かつて東京都豊島区雑司が谷に存在した文芸出版社。歴史的仮名遣いでの出版の場合の表記は、小澤書店。

## 略史
1971年に早稲田大学文学部に在学中だった長谷川郁夫が設立。最初期の出版は、大岡信『あだしの　詩集』、神品芳夫『リルケ研究』であった。1990年代初頭に飯田橋から雑司ヶ谷に移転した。
吉田健一、富士川英郎、篠田一士、川村二郎、高橋英夫、饗庭孝男、桶谷秀昭、那珂太郎、阿部良雄、平岡篤頼、窪田般彌、鷲巣繁男、大久保喬樹、酒井忠康、渋沢孝輔、宮田恭子、北村太郎など、多くの外国文学者、文芸批評家、詩人・歌人の著作を出版した。
全集・選集類は、吉田健一『ポエティカ Ⅰ・Ⅱ』を始め、『定本吉田一穂全集』、『堀口大學全集』、『青山二郎文集』（増補版も刊）、『小沼丹作品集』、『秋山駿批評』、『晩国仙果 森亮訳詩集』、『柴田宵曲文集』、『小川国夫全集』、『大原富枝全集』、『江藤淳対話集』などを出版した。
1984年から1997年に、他社初版も含む再刻本シリーズ〈小沢コレクション〉全50冊、1990年代に下記の詩集シリーズ＜双書・20世紀の詩人＞ 、再刻で＜小沢クラシックス世界の詩「日本詩人選」＞、＜同「世界詩人選」＞、＜同「中国名詩鑑賞」＞を、計・約50冊出版した。
井上究一郎『水の上の落葉　詩集』、『三笠山の月 小田嶽夫作品集』などを出版した直後の2000年9月に倒産、約30年間で630冊余の著作が刊行された。
未完結となった出版に、新庄嘉章訳『ジッドの日記』（改訳版、全5巻の内3巻目まで、全巻は2003年に日本図書センターで刊行）、堀越孝一『ヴィヨン遺言詩注釈』（全4巻の内3巻まで、4巻目は冬至書房で2002年刊行）、『磯田光一著作集』（全10巻の内5巻分のみ）、『前川佐美雄全集』（1巻目のみ、砂子屋書房全3巻で、2008年完結）などがある。
2020年春に長谷川は死去し、晩年立ち上げた日本編集者学会・編により『Editorship 6　追悼・長谷川郁夫』（田畑書店、2021年6月）が追悼出版され「小沢書店」全刊行目録も収録された。

## 双書・20世紀の詩人
1. 『アポリネール詩集』窪田般彌訳　1992年12月
2. 『エズラ・パウンド詩集』新倉俊一訳　1993年1月
3. 『イヴ・ボヌフォワ詩集』清水茂訳　1993年3月
4. 『シルヴィア・プラス詩集』徳永暢三訳　1993年3月
5. 『パウル・ツェラン詩集』飯吉光夫訳　1993年5月
6. 『リルケ詩集』神品芳夫訳　1993年10月
7. 『オーデン詩集』中桐雅夫、福間健二訳　1993年10月
8. 『ガブリエラ・ミストラル詩集』田村さと子訳　1993年12月
9. 『ウンガレッティ詩集』河島英昭訳　1993年12月
10. 『ホフマンスタール詩集』川村二郎訳　1994年1月
11. 『ディラン・トマス詩集』松田幸雄訳　1994年4月
12. 『エリュアール詩集』宇佐美斉訳　1994年5月
13. 『トラークル詩集』滝田夏樹訳　1994年5月
14. 『パステルナーク詩集』工藤正廣訳　1994年6月
15. 『デレック・ウォルコット詩集』徳永暢三訳　1994年7月
16. 『ラディゲ詩集』窪田般彌、江口清訳　1994年10月
17. 『ボブロフスキー詩集』神品芳夫、田中謙司訳　1994年10月
18. 『ギュンター・グラス詩集』飯吉光夫訳　1994年12月
19. 『アンリ・ミショー詩集』小海永二訳　1995年3月
20. 『マリー・ノエル詩集』田口啓子訳　1995年5月
21. 『フランシス・ポンジュ詩集』阿部良雄訳　1996年8月
22. 『カロッサ詩集』田口義弘訳　1999年5月